# سالن اجتماعات

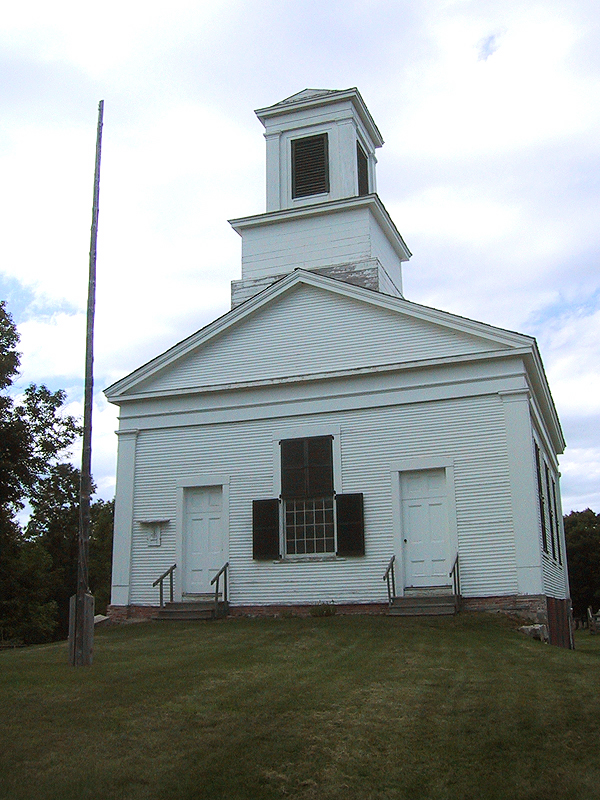
سالن اجتماعات ورمونت در Braintree

سالن رقص یا سالن اجتماعات محل برگزاری رویداد است. معمولاً یک اتاق بزرگ است که برای برگزاری اجتماعات عمومی یا جلسات اعضای یک سازمان (مانند ب. مدارس، کلیساها و غیره) استفاده می‌شود.

## سالن مراسم

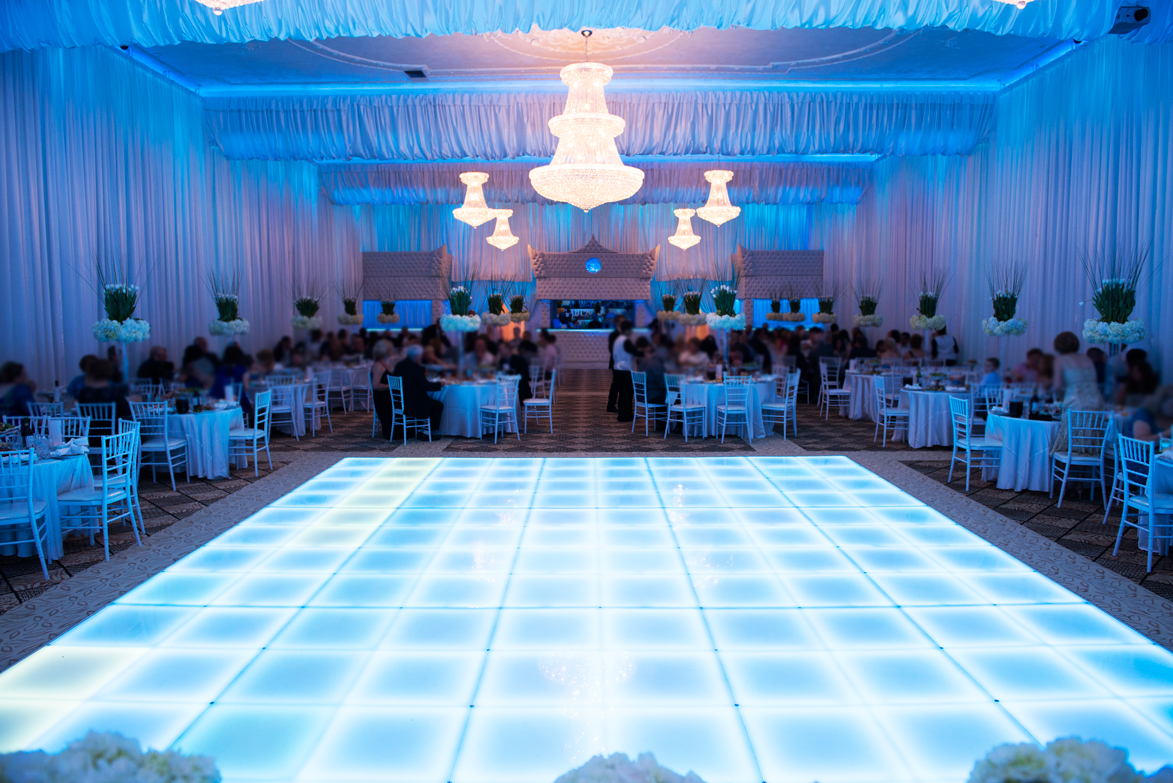
تالار ضیافت و پذیرایی عروسی

تالار مراسم (یا تالار پذیرایی یا تالار ضیافت) حالت ویژه ای از سالن رقص است، یعنی اتاق یا ساختمانی که برای میزبانی یک مهمانی، عروسی، ضیافت یا سایر جشن‌ها یا رویدادهای اجتماعی استفاده می‌شود. سالن‌های کاربردی اغلب در میخانه‌ها، کلوپ‌ها، هتل‌ها یا رستوران‌ها یافت می‌شوند. بیشتر سالن‌ها توسط انجمن‌ها اداره می‌شود و به عنوان جمع آوری کمک‌های مالی اجاره داده می‌شود. اولین مورد ثبت شده از "اتاق‌های عملکرد" به سال ۱۹۲۲ برمی گردد.

## نگارخانه

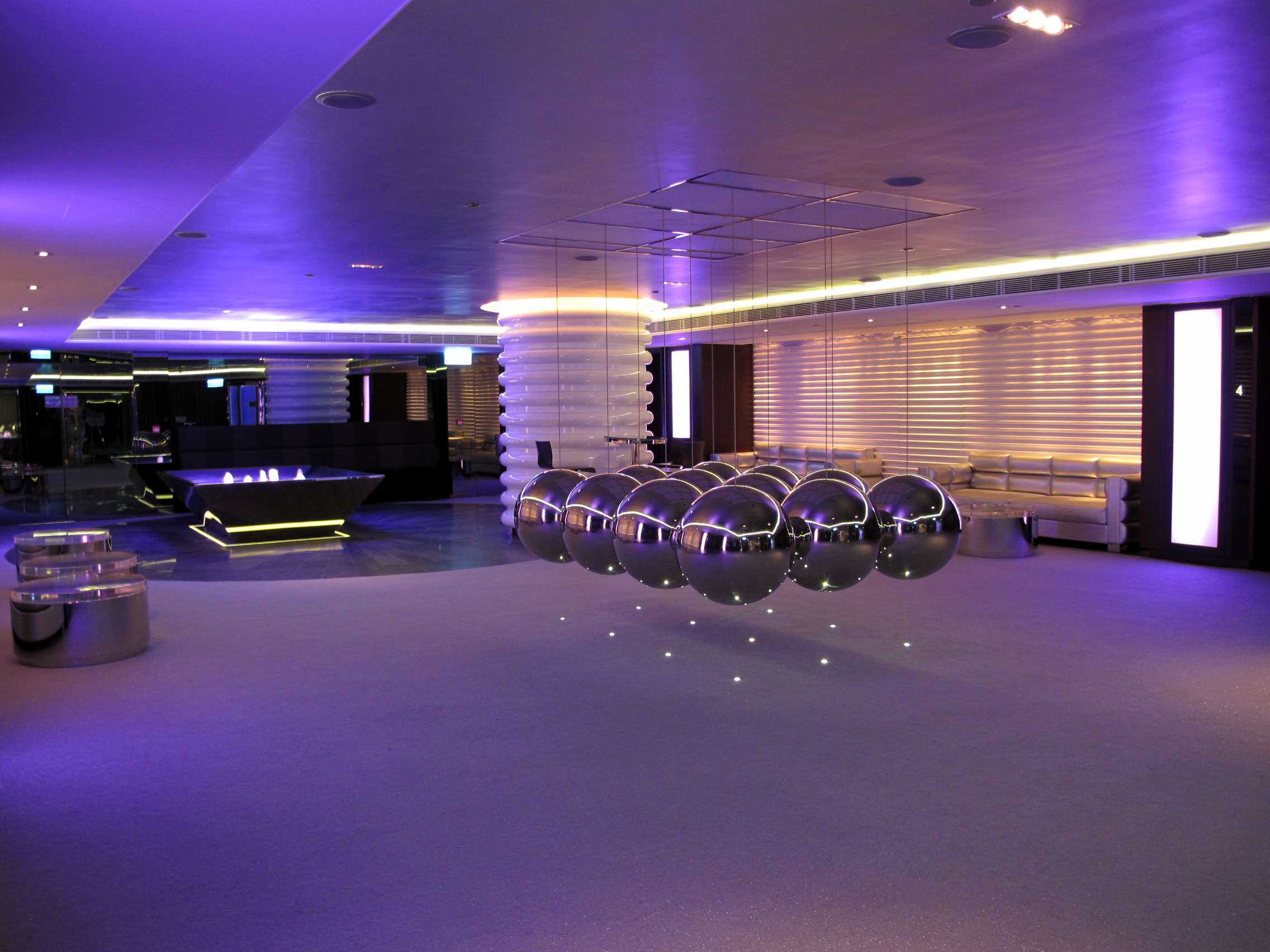
محل برگزاری یک کلوپ شبانه
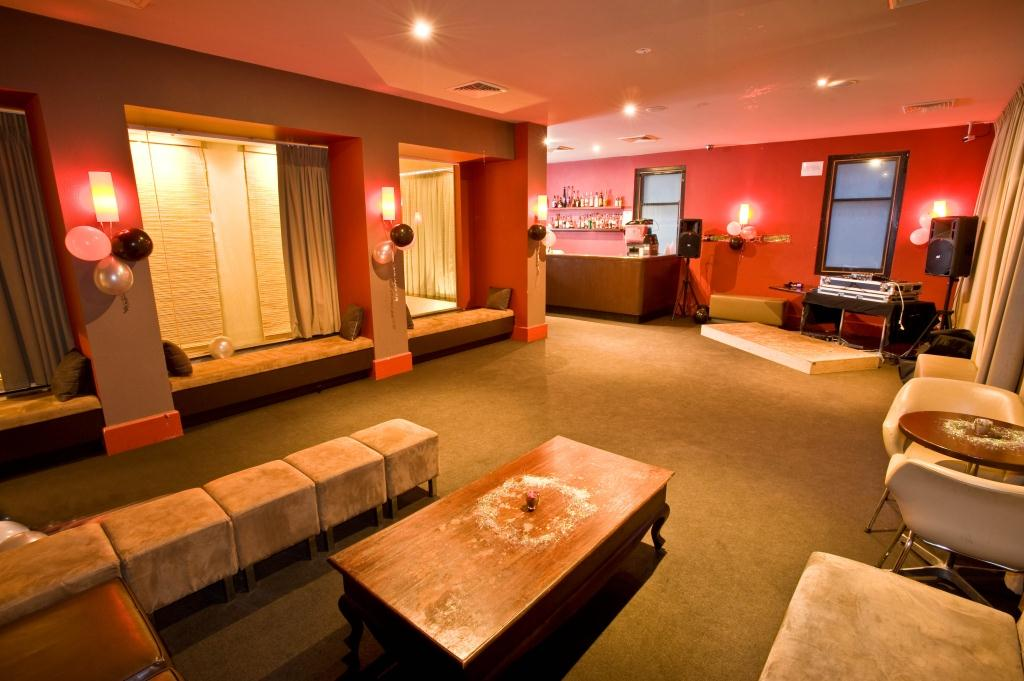
سالن نمایش در ملبورن
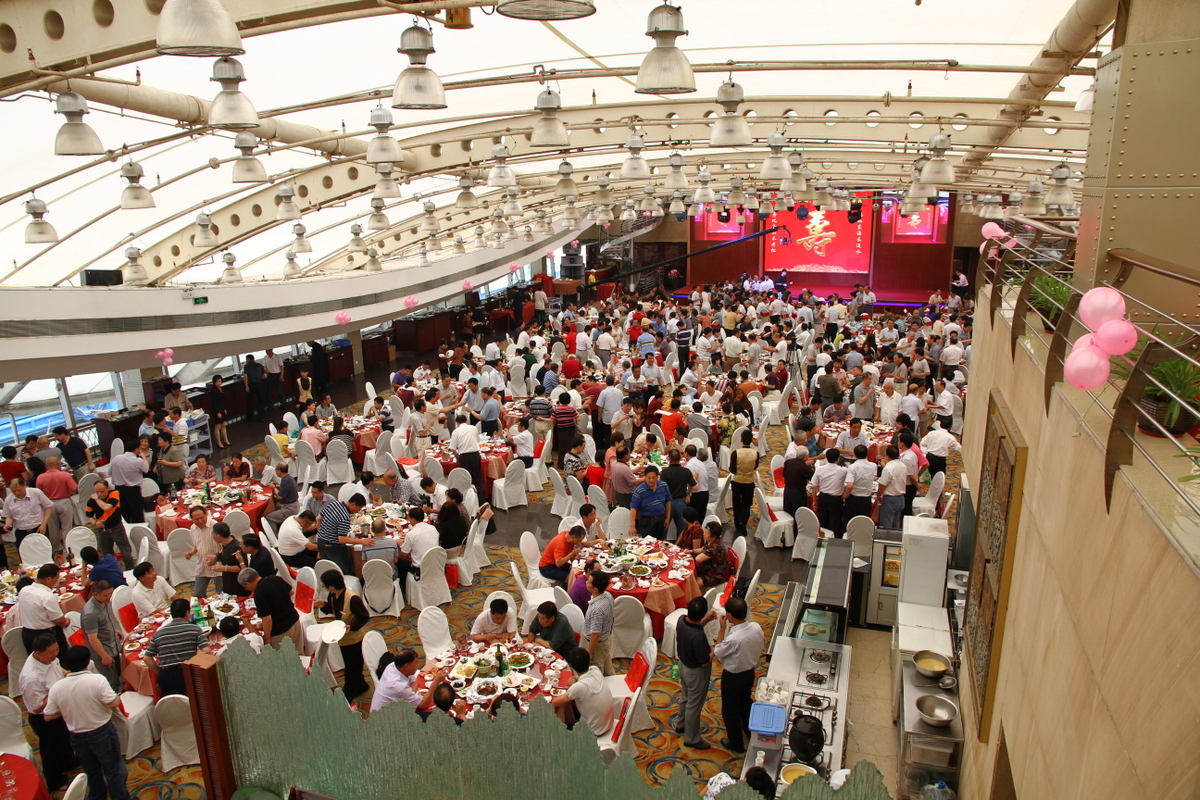
سالن ضیافت چینی
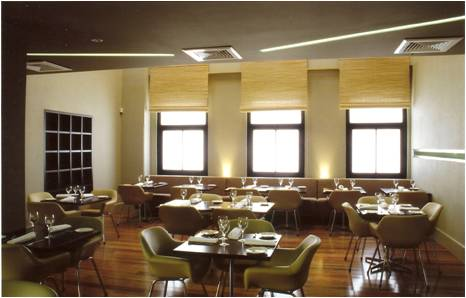
محل
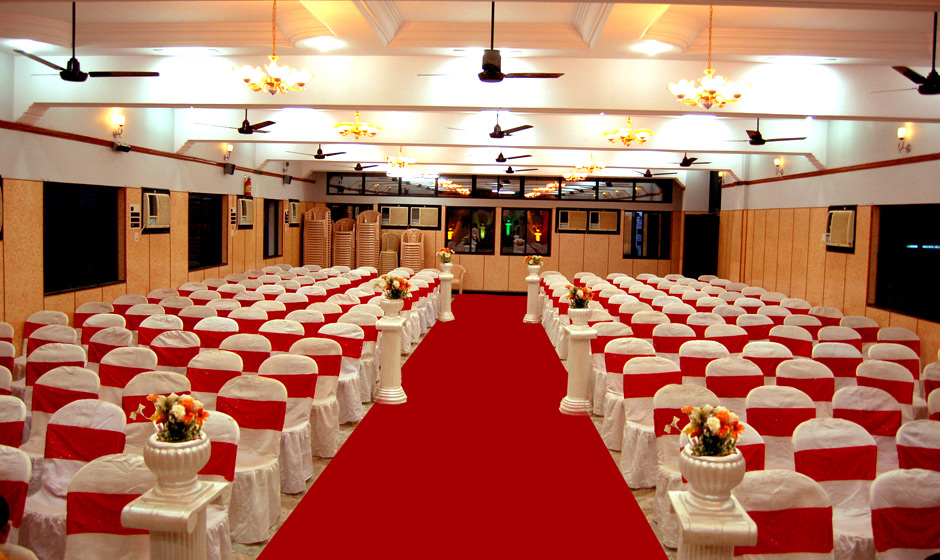
سالن مراسم